# Time Capsule (War & Peace)
Time Capsule è una raccolta dei War & Peace, pubblicata nel 1993 dalla Shrapnel Records.

## Tracce
1. Love Has No Color – 6:19 (Pilson, Hendricksen)
2. Stone Cold Believer – 5:24 (Pilson, Parrish, Hendricksen, Parent)
3. Change the World – 4:55 (Pilson, Parrish, Hendricksen)
4. Can't Slow Down – 4:14 (Pilson, Hendricksen)
5. New Sensation – 6:17 (Pilson, Hendricksen)
6. World Spinnin' Round – 5:02 (Pilson, Hendricksen)
7. Believe in Yourself – 2:55 (Parrish)
8. Heaven Is Waiting – 3:46 (Pilson, Parrish, Hendricksen)
9. I Miss You Mama – 4:52 (Pilson, Parrish, Hendricksen)
10. Spread Your Wings – 4:51 (Pilson, Hendricksen)
11. We All Need Someone to Love – 6:03 (Pilson, Hendricksen)

## Formazione
- Jeff Pilson – voce, chitarra ritmica
- Russ Parrish – chitarra solista, voce
- Tommy Hendricksen – basso, voce
- Ricky Parent – batteria